# Melitaea dictynna
Melitaea dictynna är en fjärilsart som beskrevs av Eugen Johann Christoph Esper 1779. Melitaea dictynna ingår i släktet Melitaea och familjen praktfjärilar. Inga underarter finns listade i Catalogue of Life.